# Cztery oczy
Cztery oczy (ang. Four Eyes and Six-Guns) – amerykański telewizyjny western komediowy z 1992 roku. Film znany jest też w Polsce pod alternatywnym tytułem Okularnik.

## Treść
Druga połowa XIX wieku. Młody optyk Ernest Allbright mieszka w Nowym Jorku. Jest zafascynowany opowieściami o Dzikim Zachodzie, a w szczególności o Tombstone i słynnym szeryfie Wyatcie Earpie. Po kłótni z szefem, decyduje się opuścić swoje miasto i wyjechać do Tombstone. Jednak to co tam zastaje okazuje się inne od jego oczekiwań. Szeryf, nie daje sobie rady z przestępcami, a smutki topi w alkoholu. Okazuje się, że przyczyną jego kłopotów jest krótkowzroczność, uniemożliwiająca celne strzelanie. Młody optyk chce mu pomóc, ale szeryf kategorycznie nie zgadza się na okulary, bojąc się utraty prestiżu...

## Główne role
- Judge Reinhold - Ernest Allbright
- Patricia Clarkson - Lucy Laughton
- Fred Ward - Wyatt Earp
- Shane McCabe - Doc Wilson
- Neal Thomas - Leroy Doom
- Bill Getzwiler - Len Doom
- Mildred Brion - Pani Whitney
- Mike Casper - Rzeźnik
- Douglas Deane - Grabarz
- Richard Glover - Jim Bryer